# Юліан (Гатала)
Юліан (в миру Гатала Петро Петрович; нар. 29 березня 1980, Лівчиці) — архієрей Православної церкви України (до 15 грудня 2018 року — Української православної церкви Київського патріархату), архієпископ Коломийський і Косівський.

## Життєпис
Народився 29 березня 1980 року в сім'ї робітників у селі Лівчиці Городоцького району Львівської області. Навчався у 1986–1987 роках в львівській середній школі №40, у 1987–1990 – в Підзвіринецькій середній школі Городоцького району Львівської області, 1990-1997 роках у Львівській середній школі №31. 1997 року вступив на другий курс Львівської Духовної Семінарії УПЦ КП.
21 листопада 1999 року в церкві Святого Архистратига Михаїла села Пристань Сокальського району Львівської області митрополитом Львівським і Сокальським Андрієм (Гораком) хіротонізований у сан диякона.
4 червня 2000 року закінчив навчання у семінарії, та, в день випуску, нагороджений митрополитом Андрієм (Гораком) ювілейною медаллю «2000-ліття Різдва Христового». Цього ж року зарахований до Львівської духовної академії Української Православної Церкви Київського Патріархату.
10 вересня 2000 року у храмі Різдва Пресвятої Богородиці села Криниця Миколаївського району Львівської області архиєпископом Дрогобицьким і Самбірським Феодосієм (Пециною) хіротонізований у сан священика.
У вересні 2001 року відновив та очолив Недільну катехитичну школу при кафедральному соборі Покрови Пресвятої Богородиці м. Львова. 
Протягом 2003–2004 навчального року викладав християнську етику у Львівській середній школі № 28. 
З жовтня 2003 року звершував почергове служіння у каплиці Всіх святих землі української Львівської міської громадської організації «Скнилівська трагедія» та стає духівником екуменічного релігійного братства «77 ангелів» цієї організації.
Захистивши дипломну роботу, 1 червня 2004 року успішно завершив навчання у Львівській православній богословській академії.
24 червня 2004 року призначається викладачем основного богослов'я, катехізису, церковнослов'янського читання ЛДАіС. 
У вересні цього ж року призначений помічником інспектора та духівником ЛДАіС. 
З 16 листопада 2004 року — настоятель академічного храму Святителя Іоанна Золотоустого. 
У грудні 2004 року заснував при храмі Недільну катехитичну школу «Добрий Пастир».
22 березня 2005 року до дня Святої Пасхи митрополитом Львівським і Сокальським Андрієм (Гораком) нагороджений наперсним хрестом.
У жовтні 2006 року засновує Молодіжну християнську організацію імені Святителя Петра Могили. 30 листопада 2007 року призначається головою Єпархіальгого відділу у справах молоді.
Святійшим Патріархом Київським і всієї Руси-України Філаретом 12 березня 2007 року до дня Святої Пасхи нагороджений саном протоієрея.
5 травня 2010 року відзначений благословенною Архиєрейською грамотою.
15 квітня 2011 року у Хресто-Воздвиженському Манявському монастирі Івано-Франківської єпархії Високопреосвященним митрополитом Львівським і Сокальським Димитрієм пострижений в чернецтво з іменем Юліан на честь святого мученика Юліана Аназаврського. 
17 травня 2011 року, згідно з рішенням Священного синоду Української православної церкви Київського патріархату від 13 травня 2011 року, Високопреосвященним митрополитом Львівським і Сокальським Димитрієм призначений намісником новозаснованого Свято-Іоано-Золотоустівського чоловічого монастиря міста Львова.

## Єпископське служіння
Рішенням Священного синоду Української православної церкви Київського патріархату від 23 січня 2012 року обраний на єпископа Городоцького, вікарія Львівської єпархії. 
9 лютого 2012 року з благословення Святійшого Патріарха Київського і всієї Руси-України Філарета митрополитом Львівським і Сокальським Димитрієм возведений у сан ігумена і нагороджений хрестом з прикрасами.
19 лютого 2012 року у Володимирському Патріаршому соборі м. Києва Патріархом Київським і всієї Руси-України Філаретом, митрополитом Львівським і Сокальським Димитрієм, митрополитом Білгородським і Обоянським Іоасафом, архиєпископом Переяслав-Хмельницьким і Бориспільським Епіфанієм, архиєпископом Вінницьким і Брацлавським Онуфрієм, архиєпископом Чернігівським і Ніжинським Євстратієм, єпископом Вишгородським Агапітом хіротонізований в сан єпископа.
8 березня 2013 року Рішенням Священного синоду Української Православної церкви Київського патріархату призначений єпископом Коломийським і Косівським, керуючим Коломийською єпархією.
15 грудня 2018 року разом із усіма іншими архієреями УПЦ КП взяв участь у Об'єднавчому соборі в храмі Святої Софії.
22 вересня у селі Біла річка освятив новозбудований храм на честь Трьох святителів.
3 лютого 2024 року його було підвищено у сані до архієпископа.